# 阿格河
50°48′2″N 7°10′27″E / 50.80056°N 7.17417°E

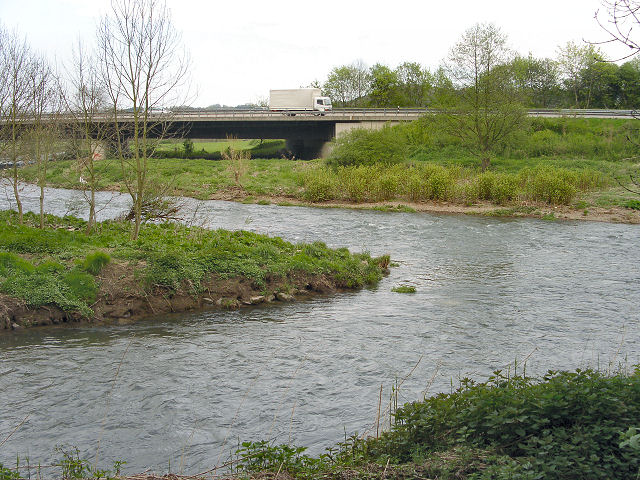

阿格河（德語：Agger）是德國的河流，位於北萊茵－威斯特法倫，屬於锡格河的右支流，河道全長64公里，發源自迈讷茨哈根附近，流經恩格尔斯基兴、奥沃拉特和洛马尔，最終注入锡格堡。